# لين كارفر
لين كارفر (بالإنجليزية: Lynne Carver)‏ هي ممثلة أمريكية، ولدت في 13 سبتمبر 1916 في الولايات المتحدة، وتوفيت في 12 أغسطس 1955 بنيويورك في الولايات المتحدة بسبب سرطان.

## أعمال

### أفلام
- (1943) الكوميديا الإنسانية

## وصلات خارجية
- لين كارفر على موقع IMDb (الإنجليزية)
- لين كارفر على موقع ميوزك برينز (الإنجليزية)
- لين كارفر على موقع إن إن دي بي (الإنجليزية)
- لين كارفر على موقع قاعدة بيانات الفيلم (الإنجليزية)